# Ellested Sogn
Ellested Sogn er et sogn i Kerteminde-Nyborg Provsti (Fyens Stift).
I 1800-tallet var Ellested Sogn, der hørte til Vindinge Herred, anneks til Gislev Sogn, der hørte til Gudme Herred. Begge herreder hørte til Svendborg Amt. Gislev-Ellested sognekommune blev senere delt, så hvert sogn dannede sin egen sognekommune. Ved kommunalreformen i 1970 blev Ellested indlemmet i Ørbæk Kommune, der ved strukturreformen i 2007 indgik i Nyborg Kommune. Og Gislev blev indlemmet i Ryslinge Kommune, der ved strukturreformen indgik i Faaborg-Midtfyn Kommune.
I Ellested Sogn ligger Ellested Kirke.
I sognet findes følgende autoriserede stednavne:
- Ellested (bebyggelse)
- Fjellerup (bebyggelse, ejerlav)
- Kullerup (bebyggelse, ejerlav)
- Lindeskov (bebyggelse, ejerlav)
- Lykkesholm (ejerlav, landbrugsejendom)
- Magelund Huse (bebyggelse)
- Nederby (bebyggelse)